# キブエ県

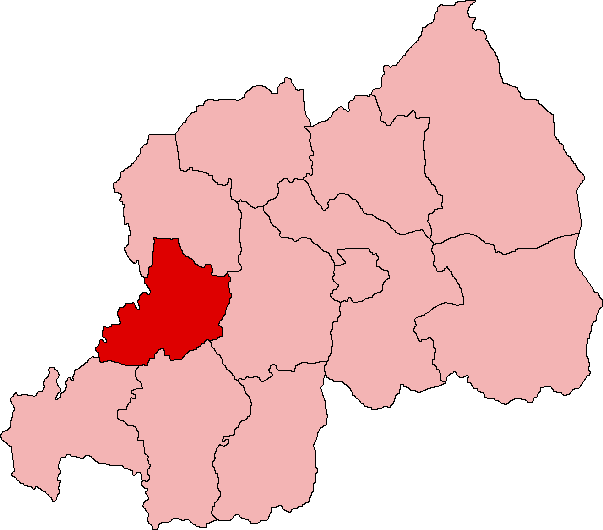
行政区分再編前のルワンダの地図。赤がキブエ県

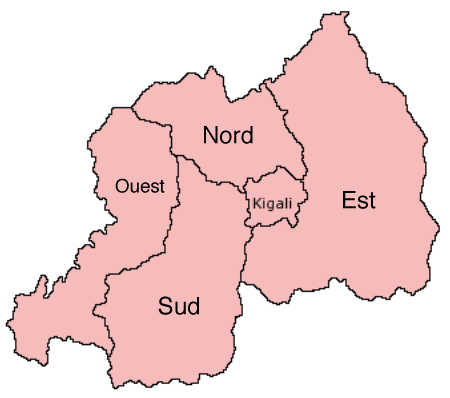
2006年の行政区分再編後のルワンダの地図

キブエ県（Province de Kibuye）はルワンダの西部に置かれていた12の県のうちの一つ。2006年1月1日に、ルワンダの地方行政区分が再編され、西部州に編入された。中心都市はキブエで、キブ湖の東部に位置する。